# باشگاه فوتبال ترومسو
باشگاه فوتبال ترومسو (نروژی: Tromsø IL) یک باشگاه فوتبال در شهر ترومسو، نروژ است.
این باشگاه که در سال ۱۹۲۰ تاسیس شده سابقه ۲ قهرمانی در جام حذفی فوتبال نروژ و ۲ نایب قهرمانی در لیگ برتر فوتبال نروژ در کارنامه دارد.